# Acqua idrogenata
L'acqua idrogenata è un'acqua a cui vengono aggiunte molecole di idrogeno disciolto (H2). L'idrogeno è poco solubile in acqua.
L'acqua idrogenata industriale viene utilizzata per la pulizia di semiconduttori e cristalli liquidi.

## Produzione
La produzione di acqua idrogenata può essere facilmente regolata dissolvendo l'idrogeno gassoso. L'acqua che è stata addizionata ulteriormente con idrogeno, come additivo alimentare è approvato dall'Unione Europea e dalla Food and Drug Administration simile all'acqua gassata in cui il gas disciolto è l'anidride carbonica. 
È insapore poiché l'idrogeno è un gas insapore. Esistono prove scientifiche limitate che l'acqua idrogenata abbia benefici per la salute negli esseri umani.

## Composizione
L'acqua idrogenata è prodotta dissolvendo l'idrogeno molecolare gassoso in acqua sotto pressione, tipicamente 7,0 mg per litro d'acqua. Mezzi alternativi di somministrazione di idrogeno sono l'inalazione di un gas contenente fino al 4,6% di idrogeno, può essere somministrato con successo con iniezione peritoneale (intra-addominale) o endovenosa con una soluzione salina contenente idrogeno o tramite l'applicazione topica (sulla pelle).

## Indicazioni per la salute
C'è una mancanza di consenso scientifico sull'evidenza che l'idrogeno abbia benefici per la salute negli esseri umani. Sebbene non siano state pubblicate revisioni sistematiche o meta-analisi, è stato condotto un numero limitato di studi sull'uso dell'idrogeno per il trattamento di varie malattie nell'uomo. I sostenitori dell'acqua idrogenata affermano che ha benefici per la salute per essere un antiossidante, ridurre l'infiammazione, ridurre il rischio di sindrome metabolica, fornire neuro protezione per varie malattie, e riducendo gli effetti collaterali associati al trattamento con la radioterapia contro il cancro.